# Daniel Speer
Georg Daniel Speer (getauft 2. Juli 1636 in Breslau; † 5. Oktober 1707 in Göppingen) war ein deutscher Kirchen- und Popularmusiker, Lehrer, Schriftsteller und Komponist des Barock.

## Leben
Speer war der Sohn des Breslauer Kürschnermeisters Georg Speer und dessen Frau Margarethe. Ein Eintrag im Archiv der Magdalenenkirche in Breslau vermerkt, er sei am 2. Juli 1636 getauft worden, also am Tag seiner Geburt. Speer besuchte einige Jahre das Maria-Magdalenen-Gymnasium, verlor jedoch schon als Kind die Eltern und wuchs in einem Waisenhaus auf, aus dem er floh.
Aus dem nachfolgenden jahrelangen unsteten Wanderleben liegen keine exakten Informationen vor, doch scheint er u. a. über die Slowakei nach Ungarn und Rumänien gelangt zu sein, was sich aus seinen Kenntnissen der Balkanländer erschließen lässt. Offenbar diente er zeitweilig als Kriegstrompeter und Heerpauker. Warum es ihn schließlich nach Süddeutschland verschlug, ist ungewiss. Die Göppinger Stadträte versuchten bereits 1667, diesen fähigen Mann für das Amt des Kirchenmusikers und Lehrers anzuwerben, doch der Herzog von Württemberg wollte im Schuldienst keinem „ganz Fremden“ den Vorzug vor seinen Landeskindern geben. 1669 findet man ihn als Musiker in Großbottwar, wo er am 11. Mai 1669 Apollonia Buttersack heiratete, 1670–1673 war er Provisor (Gehilfe) in Leonberg, und erst 1673 gelang eine Anstellung als Organist und Kantor der Stadtkirche Göppingen und Collaborator in der dortigen Lateinschule.
Da Speer nun in Göppingen zum ersten Mal in seinem Leben festen Fuß gefasst hatte, konnte er sich neben der Musik und dem Unterrichten auch seinen literarischen Interessen widmen. In dieser seiner produktivsten Zeit entstanden diverse Kompositionen (Musicalisch-Türkischer Eulen Spiegel, zahlreiche Sonaten für Trompete, Posaune und Orgel), Schelmenromane und andere literarische Veröffentlichungen, insbesondere zeit- und regierungskritische Flugschriften, darunter auch die Geschichte über den Göppinger und Schorndorfer Weiberaufstand im Jahr 1688. Seine Autorenschaft hinter dem Pseudonym eine Warheitsliebende Feder war bald bekannt, weshalb Daniel Speer dann wegen seiner patriotischen Aufrufe gegen die französische Besatzung Mitte Februar 1689 auf dem Hohenneuffen in Haft kam. Die Göppinger versuchten, ihren Lehrer freizubekommen, doch als Speer schließlich Ende 1689 entlassen wurde, kam er als Kollaborator an die Waiblinger Lateinschule, wo er sich ausschließlich der Komposition widmete.
Erst 1694 konnte er nach Göppingen zurückkehren, wo er, in den letzten Lebensjahren wegen nachlassender Schaffenskraft pensioniert, am 5. Oktober 1707 mit 71 Jahren verstarb.

## Werke (Auswahl)
- Ungarischer oder Dacianischer Simplicissimus. o. O. 1683 (Nachdruck Wien 1973)
- Grund-richtiger / kurtz / leicht und nöthiger Unterricht Der Musicalischen Kunst. Wie man füglich und in kurtzer Zeit Choral und Figural singen / Den General-Bass tractiren / und Componiren lernen soll. Ulm 1687
- Musikalisch-Türckischer Eulen-Spiegel. Ulm 1688 (Nachdruck Bratislava 1971)
- Choral Gesang-Buch / Auff das Clavir oder Orgel / Worinnen aller brauchbaren Kirchen- und Hauß-Besängen [!] eigene Melodeyen / in Noten-Satz mit 2. Stimmen / als: Discant und Baß untereinander: Neben einem Anhang vieler auserlesener Arien, und Neu eingeführter Schöner Geistreicher Lieder auff allerley Fälle zu gebrauchen. Stuttgart 1692
- Grund-richtiger / Kurtz- Leicht- und Nöthiger / jetzt Wol-vermehrter Unterricht der Musicalischen Kunst. Oder / Vierfaches Musicalisches Kleeblatt / Worinnen zu ersehen / wie man füglich und in kurtzer Zeit I.  Choral- und Figural-Singen. II. Das Clavier und General-Bass tractiren. III. Allerhand Instrumenta greiffen / und blasen lernen kan. IV. Vocaliter und Instrumentaliter componiren soll lernen. Ulm 1697 (Nachdruck Leipzig 1974)